# Franz Keller (psicólogo)
Franz Keller (19 de mayo de 1913 - 12 de septiembre de 1991) fue un psicólogo católico, periodista marxista y consultor conyugal y de pareja, miembro del Partido Socialista Suizo.

## Vida
Keller estudió la psicología, la filosofía y la historia de la literatura en las universidades de Zúrich, Berna, Múnich, Viena y París. En 1938 comenzó a trabajar como psicólogo y grafólogo en Ascona y Zúrich. Durante la década de 1950 estuvo varias veces en Alemania Oriental, donde conoció su segunda esposa, Marianne, una cantante de ópera. Fue miembro de la Asociación Suiza - Unión Soviética, de la Asociación Suiza - República Democrática Alemana, del Movimiento Suizo por la Paz y del Consejo Mundial de la Paz y publicó regularmente artículos en las revistas suizas Profil, Zeitdienst y Vorwärts (órgano de la izquierda política suiza).

## Obra
La obra de Keller se caracteriza por reunir catolicismo y marxismo, dos polos ideológicos aparentemente contradictorios. Entre sus obras las más importantes se encuentran:
- Psychologische Zeitlupe: Die jüngste Vergangenheit im Vergrößerungsglas eines Psychologen.  (“La cámara lenta psicológica: el pasado reciente bajo la lupa de un psicólogo.”) 1941
- Wie sich finden? (“¿Cómo encontrarse a sí mismo?”) 1944
- Vom seelischen Gleichgewicht. (“Sobre el equilibrio del alma.”) 1945
- Wie bereitet man eine Heirat vor? (“¿Cómo preparar un matrimonio?”) 1948
- Frei werden von Hemmungen. (“Vencer las inhibiciones.”) 1954
- Die moderne Ehe. (“El matrimonio moderno.”) 1954
- Das Schicksal der abendländischen Kultur. (“El destino de la cultura occidental.”) Manuscrito inédito de 70 páginas.